# Ред величине
Ред величине представља класу вредности величине било које врсте. Свака класа садржи фиксирану размеру према претходној класи. Најчешће се користи размера 10.
У свакодневном говору, израз ред величине се обично користи да опише да је нека величина много пута већа од величине са којом се упоређује. На пример: Планета Јупитер има површину за много редова величине већу од површине Месеца.
| Речима           | Степени броја 10 | Ред величине |
| ---------------- | ---------------- | ------------ |
| десет-хиљадитина | 0,0001           | −4           |
| хиљадитина       | 0,001            | −3           |
| стотина          | 0,01             | −2           |
| десетина         | 0,1              | −1           |
| један            | 1                | 0            |
| десет            | 10               | 1            |
| сто              | 100              | 2            |
| хиљаду           | 1.000            | 3            |
| десет хиљада     | 10.000           | 4            |

Редови величине се обично користе за веома груба упоређивања. Ако се два броја разликују за један ред величине, један је око десет пута већи од другог. Ако се разликују за два реда величине, разликују се за отприлике фактор 100. Ако су два броја истог реда величине, један је мање од десет пута већи од другог.
Ред величине броја је, интуитивно, број степена броја 10 који се садрже у том броју. Прецизније, ред величине броја може да се дефинише помоћу логаритма за основу десет, тако што се обично узме цео део логаритма. На пример, логаритам од 4.000.000 је 6,602; ред величине овог броја је стога 6. Број овог реда величине је између {\displaystyle 10^{6}} и {\displaystyle 10^{7}}. Сличан пример би могао бити; Има плату од седам цифара, ред величине је једнак броју цифара минус један, па се врло лако одређује и без калкулатора. Ред величине је приближна позиција броја на логаритамској скали.
Процена реда величине променљиве чија тачна вредност није позната је процена, заокружена ка најближем степену броја 10. На пример, процена реда величине за променљиву између око 3 милијарде и 30 милијарди (као што је број људи на Земљи) је 1.000.000.000 (милијарда). Другим речима, када се заокружује његов логаритам, број реда величине 10 је између {\displaystyle 10^{9,5}} и {\displaystyle 10^{10,4}}.
Разлика реда величине између две вредности је фактор 10. На пример, маса Сатурна је 95 пута већа од масе Земље, па Сатурн има за два реда величине већу масу од Земље.
Странице из табеле десно садрже спискове предмета или појава које су истог реда величине у различитим јединицама мера. Ово је од користи да се стекне интуитивни осећај шта представља ред величине помоћу познатих објеката.